# Soteriscus stricticauda
Soteriscus stricticauda es una especie de crustáceo isópodo terrestre de la familia Porcellionidae.

## Distribución geográfica
Es endémica de las Canarias occidentales (España).